# Воробьёвский район
Воробьёвский район — административно-территориальная единица (район) и муниципальное образование (муниципальный район) на юго-востоке Воронежской области России.
Административный центр — село Воробьёвка.

## География
Район занимает площадь 1236 км² и располагается в юго-восточной части Воронежской области. Протяжённость района с севера на юг составляет 33 км, с запада на восток 52 км.
По географическому расположению Воробьёвский район располагается на «Калачеевской» возвышенности, которая представляет собой возвышенную равнину с долинно-балочной и овражной сетью. Поверхность лежит на высоте 200—230 метров над уровнем моря. Основные реки — Толучеевка, Подгорная.

## История
Воробьёвский район был образован 30 июля 1928 года в составе Россошанского округа (упразднённого 23 июля 1930 года) Центрально-Чернозёмной области решением ВЦИК и СНК РСФСР. 21 декабря 1962 года Воробьёвский район был упразднён. 24 марта 1977 года Указом Президиума Верховного Совета РСФСР за счёт части Бутурлиновского и Калачеевского районов был вновь образован Воробьёвский район.

## Население
| 1989    | 2002    | 2007    | 2009    | 2010    | 2011    | 2012    |
| ------- | ------- | ------- | ------- | ------- | ------- | ------- |
| 24 065  | ↘21 759 | ↘19 438 | ↘19 012 | ↘18 933 | ↘18 792 | ↘18 295 |
| 2013    | 2014    | 2015    | 2016    | 2017    | 2018    | 2021    |
| ↘17 862 | ↘17 474 | ↘17 071 | ↘16 576 | ↘16 290 | ↘16 016 | ↘15 290 |
| 2025    |         |         |         |         |         |         |
| ↘14 665 |         |         |         |         |         |         |

Демография
Основной причиной снижения численности является естественная и механическая убыль населения. В 2014 г. число умерших в 2,1 раза превышает рождаемость, число прибывших более чем в 3 раза ниже численности выбывших. Меры, принимаемые на федеральном и областном уровнях, по повышению рождаемости и снижению смертности, позволяют немного сократить тенденцию убыли населения.

### Национальный состав
По итогам переписи населения 2020 года проживали следующие национальности (национальности менее 0,1 % и другое, см. в сноске к строке «Другие»):
| Национальность | Численность, чел. | Доля     |
| -------------- | ----------------- | -------- |
| Русские        | 14 751            | 96,47 %  |
| Украинцы       | 54                | 0,35 %   |
| Даргинцы       | 50                | 0,33 %   |
| Аварцы         | 41                | 0,27 %   |
| Чуваши         | 37                | 0,24 %   |
| Узбеки         | 31                | 0,20 %   |
| Армяне         | 16                | 0,10 %   |
| Другие         | 310               | 2,04 %   |
| Итого          | 15 290            | 100,00 % |

## Муниципально-территориальное устройство
В Воробьёвский муниципальный район входят 4 муниципальных образования со статусом сельских поселений:
| № | Муниципальное образование         | Административный центр | Количество населённых пунктов | Население | Площадь, км2 |
| - | --------------------------------- | ---------------------- | ----------------------------- | --------- | ------------ |
| 1 | Берёзовское сельское поселение    | село Берёзовка         | 11                            | ↘3599     | 160,03       |
| 2 | Воробьёвское сельское поселение   | село Воробьёвка        | 4                             | ↗6308     | 145,23       |
| 3 | Никольское 1-е сельское поселение | село Никольское 1-е    | 7                             | ↘2610     | 108,74       |
| 4 | Солонецкое сельское поселение     | село Солонцы           | 7                             | ↘3562     | 112,10       |

Законом Воронежской области от 2 марта 2015 года № 18-ОЗ, объединены во вновь образованные муниципальные образования:
- Воробьёвское, Руднянское и Лещановское сельские поселения в Воробьёвское сельское поселение с административным центром в селе Воробьёвка;
- Берёзовское, Мужичанское и Верхнебыковское сельские поселения в Берёзовское сельское поселение с административным центром в селе Берёзовка;
- Солонецкое и Квашинское сельские поселения в Солонецкое сельское поселение с административным центром в селе Солонцы;
- Краснопольское, Никольское 1-е сельское поселение и Никольское 2-е сельские поселения в Никольское 1-е сельское поселение с административным центром в селе Никольское 1-е.

## Населённые пункты
В районе 29 населённых пунктов:
| №  | Населённый пункт                                 | Тип     | Население | Муниципальное образование         |
| -- | ------------------------------------------------ | ------- | --------- | --------------------------------- |
| 1  | Банное                                           | село    | ↘376      | Берёзовское сельское поселение    |
| 2  | Берёзовка                                        | село    | ↗1410     | Берёзовское сельское поселение    |
| 3  | Верхнетолучеево                                  | село    | ↘270      | Берёзовское сельское поселение    |
| 4  | Верхний Бык                                      | село    | ↘548      | Берёзовское сельское поселение    |
| 5  | Воробьёвка                                       | село    | ↘3662     | Воробьёвское сельское поселение   |
| 6  | Высокое                                          | посёлок | ↘56       | Берёзовское сельское поселение    |
| 7  | Горюшкин                                         | хутор   | 64        | Никольское 1-е сельское поселение |
| 8  | Гринёв                                           | хутор   | 229       | Солонецкое сельское поселение     |
| 9  | Елизаветовка                                     | село    | ↗379      | Берёзовское сельское поселение    |
| 10 | Затон                                            | село    | 732       | Солонецкое сельское поселение     |
| 11 | Землянка                                         | хутор   | 28        | Берёзовское сельское поселение    |
| 12 | Каменка                                          | село    | 307       | Солонецкое сельское поселение     |
| 13 | Квашино                                          | село    | ↘429      | Солонецкое сельское поселение     |
| 14 | Краснополье                                      | село    | ↘640      | Никольское 1-е сельское поселение |
| 15 | Лещаное                                          | село    | ↘1062     | Воробьёвское сельское поселение   |
| 16 | Луговской                                        | хутор   | 0         | Берёзовское сельское поселение    |
| 17 | Мирный                                           | посёлок | 137       | Берёзовское сельское поселение    |
| 18 | Мужичье                                          | село    | ↘909      | Берёзовское сельское поселение    |
| 19 | Нагольный                                        | хутор   | 134       | Никольское 1-е сельское поселение |
| 20 | Нижний Бык                                       | село    | ↘271      | Берёзовское сельское поселение    |
| 21 | Никольское 1-е                                   | село    | ↘1197     | Никольское 1-е сельское поселение |
| 22 | Никольское 2-е                                   | село    | ↘517      | Никольское 1-е сельское поселение |
| 23 | Новотолучеево                                    | село    | ↘823      | Воробьёвское сельское поселение   |
| 24 | Первомайский                                     | посёлок | 556       | Солонецкое сельское поселение     |
| 25 | Посёлок 1-го отделения совхоза «Краснопольский»  | посёлок | 568       | Никольское 1-е сельское поселение |
| 26 | Посёлок 2-го отделения совхоза «Краснопольский»  | посёлок | 6         | Никольское 1-е сельское поселение |
| 27 | Посёлок Центральной усадьбы совхоза Воробьёвский | посёлок | 1180      | Солонецкое сельское поселение     |
| 28 | Рудня                                            | село    | ↘1114     | Воробьёвское сельское поселение   |
| 29 | Солонцы                                          | село    | 708       | Солонецкое сельское поселение     |

## Здравоохранение
В сфере здравоохранения стационарную и амбулаторную помощь жители района получают в МУЗ «Воробьёвская ЦРБ», 5 врачебных амбулаториях и 17 медицинских пунктах. За последнее время произведена реконструкция зданий врачебных амбулаторий и произведено оснащение их современным медицинским оборудованием и автотранспортом. В 2008 году введено в эксплуатацию хирургическое отделение на 30 коек, которое оснащено современным оборудованием, что позволило уменьшить смертность населения на 6 %. 

## Транспорт
Протяженность автодорог с твердым покрытием -221,3 км. По территории района проходит железная дорога общей протяженностью 22 км, имеются две железнодорожные станции.Пассажирские пригородные перевозки по данным МП «Транссервис» осуществляется автобусами. В настоящее время существует 12 автобусных маршрутов

## Климат
Климат на территории Воробьёвского  района умеренно континентальный. Среднегодовая температура от +5,5 градусов. Среднегодовое количество осадков составляет 450-500 мм. Среднегодовой максимум температур - +37...+39 градусов, минимум - -29...-32 градусов. Даты перехода среднесуточной температуры через 0 град. весной - 4 апреля, осенью - 7 ноября. Продолжительность безморозного периода составляет 225…230 дней. Это способствует выращиванию таких сельскохозяйственных культур, как пшеница, ячмень, овёс, гречиха, картофель, горох, свекла, подсолнечник, огурцы. Среднегодовые даты первых осенних заморозков - 30 сентября, выпадения первого снега - 19 ноября, образования устойчивого снежного покрова - 4 декабря. Высота снежного покрова в конце зимы от 12 см при среднегодовом количестве дней со снежным покровом - 115, до 25 см при среднегодовом количестве дней со снежным покровом - 130. 

## Рельеф
Территория Воробьёвского района расположена в юго-восточной части Воронежской области и составляет 1236 тыс. кв. м. Калачеевская возвышенность, в пределах которой расположен район, представляет собой возвышенную равнину, глубоко расчлененную долино-балочной и овражной сетью. В пределах района Калачеевская возвышенность расчленена долинами рек Толучеевка и Подгорная.
Калачеевская возвышенность характеризуется неглубокими залеганиями докембрийских исторических пород, которые перекрыты толщей коренных пород осадочного происхождения. Меловые отложения представлены песчано-глинистыми породами нижнего мела. Лесовидные и покровные суглинки и глины мощностью 2-3 метра являются преобладающей материнской породой для почв района. Залегают эти породы на водораздельных участках, по всей толще наблюдается включение извести. На склонах, пониженных участках близко подходят к поверхности и являются материнскими породами засоленные третичные глины. На территории района залегают бентонитовые глины. Сравнительно небольшие площади в качестве почвообразующей породы занимают пески. Территория района расположена в зоне чернозёмов, наибольшие площади в почвенном покрове занимают чернозёмы обыкновенные и типичные, меньше – выщелоченные.

## Экономика
Основным направлением производственной деятельности района является сельскохозяйственное производство. По состоянию на 01.07.2007 года в районе насчитывалось 16 сельскохозяйственных предприятий и 36 крестьянско-фермерских хозяйств. Общая площадь используемых сельскохозяйственных угодий составляла 96 тыс. га, из них 78 тыс. га занимает пашня.
Месторождения и добыча мела, песка, глины, бутового камня.

## Образование
Образовательную деятельность в Воробьёвском муниципальном районе осуществляют 23 школы, из них: 9 средних общеобразовательных школ, 10 основных общеобразовательных школ и 4 начальные общеобразовательные школы, в которых обучаются 1800 человек в одну смену. Так же в районе осуществляет свою деятельность Руднянская специальная (коррекционная) школа-интернат YIII вида на 120 мест, численность учеников в ней 88 человек. 

## Культура
Культурные учреждения района представлены 21 библиотекой, 23 клубами, детской школой искусств и муниципальным учреждением культуры «Центр народного творчества, досуга и ремесел». Основным культурным событием в жизни района является международного фестиваля фольклора и ремесел «Русь песенная, Русь мастеровая» 

## Достопримечательности
Церкви в сёлах района: Воробьёвка, Новотолучеево, Банное, Никольское 2-е. 1-е Никольское. Ломовской природно-ландшафтный парк.

## Археология
У села Березовка в двух курганах обнаружены погребения алан начала гуннского вторжения – конца IV века, а также несколько горшков, схожих с глиняной посудой славянской инясевской культуры.